# William Peverel (Adliger, † nach 1155)
William Peverel (auch William Peverel II oder der Jüngere) (* um 1090; † nach Februar 1155) war ein anglonormannischer Adliger.

## Herkunft und Jugend
William Peverel war der älteste Sohn seines gleichnamigen Vaters William Peverel und von dessen Frau Adeline. Sein Vater war ein bedeutender Baron in den nördlichen Midlands, nach dessen Tod 1114 erbte Peverel dessen Güter sowie die Ämter des Kommandanten von Nottingham Castle und von Castle of the Peak, das später auch Peveril Castle genannt wurde. Bereits um 1109 bezeugte er die Urkunde, mit der sein Vater Lenton Priory bei Nottingham stiftete.

## Rolle unter Heinrich I. und während der Anarchie
In den 1120er Jahren bezeugte Peverel einige Urkunden von König Heinrich I., hielt sich jedoch anscheinend weniger am Hofe auf als sein Vater. Der König beauftragte ihn mehrmals mit der Wahrnehmung der königlichen Forstrechte in den Midlands. Spätestens im September 1131 schwor Peverel in Northampton, die Thronfolge von Heinrichs Tochter Matilda zu unterstützen. Als nach dem Tod Heinrichs Ende 1135 dessen Neffe Stephan von Blois den Thron beanspruchte, brach Peverel seinen Eid und unterstützte ihn. Im April 1136 bezeugte er die Urkunde, in der König Stephan die Privilegien der englischen Kirche bestätigte. Als es zwischen Stephan und den Anhängern Matildas zum offenen Thronfolgekrieg, der sogenannten Anarchie kam, unterstützte Peverel Stephan. Er gehörte zu den Führern des Heeres, das im August 1138 die Schotten unter König David I. in der Standartenschlacht besiegen konnte. Im Februar 1141 geriet er jedoch in der Schlacht von Lincoln in Gefangenschaft. Danach fiel Nottingham Castle an Ralph Paynel, der im Auftrag von Robert von Gloucester die Burg besetzte. Sein Schwiegersohn Robert de Ferrers, der ebenfalls auf der Seite von Stephan stand, sicherte wohl einen Teil von Peverels Gütern in Nottinghamshire und bezeichnete sich ab dieser Zeit auch als Earl of Nottingham. 1142 wurde Nottingham von Peverels Vasallen zurückerobert.

## Sturz und Enteignung
Als 1153 Heinrich Plantagenet, der Sohn von Matilda, in England landete und den Thronfolgekrieg fortsetzte, bezeichnete er Peverel als Verräter und übergab Peverels Besitzungen an Earl Ranulph von Chester. Angeblich hatte Peverel versucht, Earl Ranulph zu vergiften, als dieser bei ihm zu Gast war. Im Sommer 1153 wurde Nottingham Castle von den Truppen Heinrichs erobert und niedergebrannt. Vermutlich hatte Peverel um diese Zeit seine Besitzungen in Nottinghamshire endgültig verloren. Im Februar 1155 wurden seine Güter von Heinrich, der inzwischen als Heinrich II. neuer König geworden war, offiziell beschlagnahmt. Vor den Truppen des Königs floh Peverel, der bereits zuvor als Mönch vermutlich in Lenton Priory eingetreten war. Sein weiteres Schicksal ist unbekannt. Sein ältester Sohn William war bereits tot, und vermutlich war auch sein zweiter Sohn bereits gestorben. Seine Besitzungen blieben im Besitz des Königs, obwohl sein Schwiegersohn Robert de Ferrers das Erbe beanspruchte. Erst deren Enkel William de Ferrers, 4. Earl of Derby wurden 1199 die Güter in Northamptonshire zugesprochen.

## Familie und Nachkommen
Um 1115 hatte Peverel Oddona geheiratet. Mit ihr hatte er mehrere Kinder, darunter:
- William († vor 1155)
- Henry
- Margaret ⚭ Robert de Ferrers, 2. Earl of Derby

In zweiter Ehe heiratete er um 1145 Avice, eine Tochter von William of Lancaster.